# Kamenického stezka
Kamenického stezka je turistická trasa na Semilsku, která vede po horní hraně údolí Jizery, vysoko nad Riegrovou stezkou. Začíná v Bítouchově a končí v Podspálově. V úseku Bítouchov – Medenec je stezka značena žlutě (trasa KČT 7313), zatímco úsek Medenec – Podspálov modře (trasa KČT 1893). Stezka byla označena roku 1939 a veřejnosti zpřístupněna 15. května 1941. Stezku pojmenovali po Janu Kamenickém, semilském rodákovi a velkém propagátorovi turistiky.

## Vyhlídky

### Peretka
Čedičová skalka nacházející se jen pár metrů od vyhlídky Kopáňka. Vyhlídka se jmenuje po ženě jednoho italského dělníka, který do zdejšího kraje přišel pracovně v roce 1856 – podílel se na výstavbě tunelů v údolí Jizery na železniční trati z Pardubic do Liberce (Giovany Peretti)

### U Bukového mezníku
Nachází se za rozcestím Morava avšak vyhlídka je v dnešní době téměř nepřístupná. Cesta k ní není udržována a ze samotné čedičové skalky není dobrý výhled.

### Jiřička
Čedičový útvar je jištěn zábradlím a poskytuje výhled do hlubokého údolí.

### Kopáňka
Jedná se o pouhou lavičku na louce avšak poskytuje nádherný výhled východním směrem a vidíme z ní město Semily.

### U Bakala
Před rozcestím Morava.

### Moravská Jiřička
Omezený výhled kvůli vzrostlým stromům. Moravská je ve jméně proto, že skalka leží nedaleko osady(rozcestí) Morava

### U Peršinky
Omezený výhled kvůli vzrostlým stromům.

### Myší skála
O Myší skále pojednává tento článek: Údolí Jizery u Semil a Bítouchova#Myší skála